# Little Coggeshall
Little Coggeshall var en civil parish, nu i civil parishes Coggeshall och Feering, i distriktet Braintree i grevskapet Essex i England. Parish är belägen 3 km från Kelvedon. Det inkluderade Coggeshall Hamlet. Parish hade 380 invånare år 1931. År 1949 blev den en del av Coggeshall och Feering.